# Latiginella rufogrisea
Latiginella rufogrisea là một loài ruồi trong họ Tachinidae.